# Карате на Європейських іграх 2023 — ката (жінки)
Змагання з карате у категорії ката серед жінок на Європейських іграх 2023 року відбулися 22 червня 2023 року в польському місті Бельсько-Бяла, на «Арені Бельсько-Бяла». Участь взяли 8 спортсменок з 8 країн.

## Призери
| Золото             | Срібло              | Бронза                               |
| Паола Гарсія (ESP) | Елветія Тейлі (FRA) | Георгіна Ксеноу (GRE) Ана Круз (POR) |

## Турнір

### Груповий етап

#### Група А
| Спортсменка            | Поєд. | Пер. | Пор. | НО    | ПО    | Кваліфікація       |
| ---------------------- | ----- | ---- | ---- | ----- | ----- | ------------------ |
| Елветія Тейлі (FRA)    | 3     | 3    | 0    | 124.6 | 120.0 | Пройшла у півфінал |
| Ана Круз (POR)         | 3     | 2    | 1    | 123.5 | 121.9 | Пройшла у півфінал |
| Вероніка Мішкова (CZE) | 3     | 1    | 2    | 124.2 | 121.7 |                    |
| Анна Ковальська (POL)  | 3     | 0    | 3    | 113.5 | 122.2 |                    |

|            | Франція | Португалія | Чехія | Польща |
| ---------- | ------- | ---------- | ----- | ------ |
| Франція    | —       | 42.30      | 41.80 | 40.50  |
| Португалія | 41.20   | —          | 41.90 | 40.40  |
| Чехія      | 41.20   | 41.70      | —     | 41.30  |
| Польща     | 37.60   | 37.90      | 38.00 | —      |

#### Група B
| Спортсмен                       | Поєд. | Пер. | Пор. | НО    | ПО    | Кваліфікація       |
| ------------------------------- | ----- | ---- | ---- | ----- | ----- | ------------------ |
| Паола Гарсія (ESP)              | 3     | 3    | 0    | 128.1 | 122.7 | Пройшла у півфінал |
| Георгіна Ксеноу (GRE)           | 3     | 2    | 1    | 125.5 | 122.2 | Пройшла у півфінал |
| Ділара Бозан (TUR)              | 3     | 1    | 2    | 124.4 | 121.9 |                    |
| Фредерікке Ліллі Бйоррінг (DEN) | 3     | 0    | 3    | 114.4 | 125.6 |                    |

|           | Іспанія | Греція | Туреччина | Данія |
| --------- | ------- | ------ | --------- | ----- |
| Іспанія   | —       | 42.40  | 43.20     | 42.50 |
| Греція    | 41.80   | —      | 41.90     | 41.80 |
| Туреччина | 41.90   | 41.20  | —         | 41.30 |
| Данія     | 39.00   | 38.60  | 36.80     | —     |

### Фінальна стадія
|  | Півфінали             | Півфінали          |                     |       | Фінал | Фінал |
|  |                       |                    |                     |       |       |       |
|  |                       |                    |                     |       |       |       |
|  |                       |                    |                     |       |       |       |
|  | Елветія Тейлі (FRA)   | 42.50              |                     |       |       |       |
|  | Елветія Тейлі (FRA)   | 42.50              |                     |       |       |       |
|  | Георгіна Ксеноу (GRE) | 42.30              |                     |       |       |       |
|  | Георгіна Ксеноу (GRE) | 42.30              | Елветія Тейлі (FRA) | 41.20 |       |       |
|  |                       |                    | Елветія Тейлі (FRA) | 41.20 |       |       |
|  |                       | Паола Гарсія (ESP) | 43.90               |       |       |       |
|  | Паола Гарсія (ESP)    | Паола Гарсія (ESP) | 43.90               | 43.40 |       |       |
|  | Паола Гарсія (ESP)    |                    |                     | 43.40 |       |       |
|  | Ана Круз (POR)        | 42.00              |                     |       |       |       |
|  | Ана Круз (POR)        | 42.00              |                     |       |       |       |